# Joseph Godber, Baron Godber of Willington
Joseph Bradshaw Godber, Baron Godber of Willington DL (* 17. März 1914 in Willington, Bedfordshire; † 25. August 1980) war ein britischer Gärtner, Händler und Politiker der Conservative Party, der fast 28 Jahre lang Abgeordneter sowie mehrmals Minister war und 1979 als Life Peer aufgrund des Life Peerages Act 1958 Mitglied des House of Lords wurde.

## Leben

### Unterhausabgeordneter und Juniorminister
Godber absolvierte nach dem Besuch der Bedford School eine Ausbildung zum Gärtner und betrieb später zusammen mit Walter James Bailey den Blumenhandel Smith in Luton, den Godber nach dem Ausscheiden von Bailey am 31. Januar 1951 allein übernahm. Daneben engagierte sich Godber im britischen Bauernverband (National Farmers Union of England and Wales) und war dort unter anderem Vorsitzender der Ausschüsse für Gewächshäuser, für Öffentlichkeitsarbeit und für Parlamentsarbeit. Daneben engagierte er sich in der Vermarktungsgesellschaft für Tomaten und Gurken.
Bei den Unterhauswahlen vom 25. Oktober 1951 wurde Godber als Kandidat der konservativen Tories im Wahlkreis Grantham erstmals als Abgeordneter in das House of Commons gewählt und gehörte diesem bis zu seinem Verzicht auf eine erneute Kandidatur bei den Unterhauswahlen am 3. Mai 1979 fast 28 Jahre lang an. Während seiner Parlamentsmitgliedschaft war er zunächst zwischen 1955 und 1957 Assistierender Parlamentarischer Geschäftsführer (Assistant Government Whip) der regierenden fraktion der Conservative Party im Unterhaus.
Im Januar 1957 übernahm er in der Regierung von Premierminister Harold Macmillan sein erstes Regierungsamt, als dieser ihn mit Michael Hicks Beach, 2. Earl St Aldwyn zum Gemeinsamen Parlamentarischen Sekretär (Joint Parliamentary Secretary) im Ministerium für Landwirtschaft, Fischerei und Ernährung (Ministry of Agriculture, Fisheries & Food) ernannt. Nach Beendigung dieser Tätigkeit wurde er am 28. Oktober 1960 Parlamentarischer Unterstaatssekretär (Parliamentary Under-Secretary of State) im Außenministerium (Foreign Office) und bekleidete diese Funktion bis zum 27. Juni 1961. Am 27. Juni 1961 wurde Godber Staatsminister im Außenministerium (Minister of State for Foreign Affairs) und war damit bis zur Beendigung dieser Tätigkeit am 28. Juni 1963 einer der engsten Mitarbeiter von Außenminister Alec Douglas-Home. Am 31. Mai 1963 wurde er auch zum Mitglied des Privy Council ernannt.

### Minister in den Regierungen Macmillan und Douglas-Home
Nachdem John Profumo am 5. Juni 1963 im Zuge der nach ihm benannten Profumo-Affäre zurückgetreten war, wurde Godber am 28. Juni 1963 von Premierminister Macmillan als dessen Nachfolger zum Kriegsminister (Secretary of State for War). Zugleich wurde er zum Vorsitzenden des Königlichen Armeerates (Her Majesty’s Army Council) ernannt. In diesen Funktionen wurde er jedoch bereits knapp vier Monate später nach dem Amtsantritt von Premierminister Douglas-Home am 21. Oktober 1963 von James Ramsden abgelöst, der zuvor Parlamentarischer Unterstaatssekretär und Finanzsekretär im Kriegsministerium (Parliamentary Under-Secretaries of State for War and Financial Secretary to the War Office) war.
Godber selbst wurde stattdessen von Premierminister Douglas-Home bereits am 20. Oktober 1963 als Nachfolger von John Hare zum Arbeitsminister (Minister of Labour) ernannt und behielt dieses Amt bis zum Ende der Amtszeit von Premierminister Douglas-Home am 16. Oktober 1964 nach der Wahlniederlage der Conservative Party bei den Unterhauswahlen vom 15. Oktober 1964.

### Minister in der Regierung Heath und Oberhausmitglied
Nach dem Wahlsieg der Tories bei den Unterhauswahlen vom 18. Juni 1970 wurde Godber vom neuen Premierminister Edward Heath zum Staatsminister im Ministerium für Auswärtiges und den Commonwealth of Nations (Foreign and Commonwealth Office) ernannt und war bis zur Beendigung dieser Tätigkeit 1972 neben Richard Wood, der als Staatsminister zugleich Minister für überseeische Entwicklung war, abermals einer der engsten Mitarbeiter von Außenminister Douglas-Home.
Im Rahmen einer Kabinettsumbildung berief ihn Heath am 5. November 1972 zum Minister für Landwirtschaft, Fischerei und Ernährung (Minister of Agriculture, Fisheries & Food) und damit zum Nachfolger von James Prior, der wiederum Lord President of the Council sowie zeitgleich Führer der konservativen Mehrheitsfraktion im Unterhaus (Leader of the House of Commons) geworden war. Das Ministeramt behielt er bis zum Ende der Amtszeit von Heath am 4. März 1974 nach der Niederlage seiner Partei gegen die Labour Party bei den Wahlen vom 28. Februar 1974.
Durch ein Letters Patent vom 1979 wurde Godber nach seinem Ausscheiden aus dem Unterhaus aufgrund des Life Peerages Act 1958 als Life Peer mit dem Titel Baron Godber of Willington, of Willington in the County of Bedfordshire, in den Adelsstand erhoben und gehörte bis zu seinem Tod knapp ein Jahr später dem House of Lords als Mitglied an. Seine offizielle Einführung (House of Lords) erfolgte am 18. Juli 1979 mit Unterstützung durch John Boyd-Carpenter, Baron Boyd-Carpenter und Robert Carr, Baron Carr of Hadley.